# Forever, Michael
Forever, Michael è il quarto album in studio da solista del cantante statunitense Michael Jackson, pubblicato dalla Motown nel 1975.
La canzone One Day in Your Life divenne un grande successo solo nel 1981 quando uscì un'omonima raccolta che rilanciò anche il singolo spingendolo alla posizione numero 1 delle classifiche in Regno Unito.
Nel 2009 l'intero album fu riproposto all'interno del cofanetto Hello World: The Motown Solo Collection.

## Descrizione

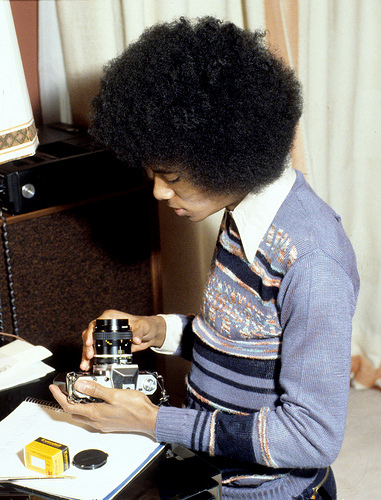
Michael Jackson nel novembre del 1974 nel periodo finale della registrazione dell'album

Quest'album arrivò dopo il rinnovato successo dei Jackson 5 con il singolo Dancing Machine (1974), dove il sedicenne Michael dimostrò le sue qualità di ballerino introducendo la rivoluzionaria "robot dance".

### Composizione
Fu il primo album di Michael Jackson come solista ad essere registrato nel pieno della sua fase adolescenziale, pertanto la sua voce bianca era ormai cambiata e il cantante mostrava per la prima volta delle sonorità più basse che si avvicinavano a quelle che avrebbe poi mostrato per il resto della sua carriera. Per dare a Jackson un nuovo stile in linea con la sua età, Berry Gordy affiancò al cantante i compositori Brian ed Edward Holland Jr., del trio Holland-Dozier-Holland (Lamont Dozier aveva appena lasciato il trio) che composero i brani We're Almost There, Take Me Back e Just a Little Bit of You, mentre l'immancabile Hal Davis, che aveva seguito i fratelli Jackson sin dal loro esordio alla Motown, co-scrisse altri due pezzi, fra i quali Dear Michael che, non avendo l'album una sua title-track, ne faceva le veci.

### Pubblicazione
Forever, Michael fu pubblicato quando Berry Gordy, il patron e fondatore dell'etichetta, era impegnato nei suoi progetti cinematografici ad Hollywood e stava dedicando sempre meno tempo al lato musicale, disinteressandosi di fatto alla promozione dei suoi artisti e venendo accusato pertanto di negligenza da molti dei cantanti e musicisti sotto contratto con la Motown. Tra questi vi erano Joe Jackson, manager e patriarca della famiglia Jackson, e i suoi figli, i Jackson 5, che, dopo molte discussioni con Gordy, decisero di abbandonare l'etichetta musicale e firmare un nuovo contratto con la Epic Records il 28 marzo del 1975.

### Promozione e accoglienza
| Recensione           | Giudizio |
| -------------------- | -------- |
| Entertainment Weekly | B-       |

Michael Jackson promosse l'album quel tanto richiesto dal contratto, in scadenza, con la Motown, come con alcune esibizioni live all'American Bandstand, Dinah! e in altri programmi televisivi musicali statunitensi in voga in quegli anni. I due singoli principali estratti dall'album ebbero però solo un modesto successo, We're Almost There raggiunse solo la posizione 54 della Billboard Hot 100 e la 7 nella classifica Soul, mentre Just a Little Bit of You andò un po' meglio, raggiungendo la 23 nella Hot 100 e la 4 in quella Soul. Come per i suoi precedenti album da solista alla Motown, la promozione del suo album finì per sovrapporsi a quella di un album coi fratelli, in questo caso Moving Violation, uscito a maggio dello stesso anno. Per questo motivo l'album Forever, Michael fu il primo flop della sua carriera da solista alla Motown, raggiungendo solo la posizione 101 della classifica generale degli album negli Stati Uniti (rifacendosi però in quella R&B dove raggiunse la 10) e ci vorranno altri quattro anni prima che il cantante pubblichi un nuovo album come solista (Off the Wall del 1979).

## Tracce
1. We're Almost There – 3:42 (Edward Holland Jr., Brian Holland)
2. Take Me Back – 3:24 (Edward Holland Jr., Brian Holland)
3. One Day in Your Life – 4:15 (Sam Brown III, Renée Armand)
4. Cinderella Stay Awhile – 3:08 (Mack David, Michael Burnett Sutton)
5. We've Got Forever – 3:10 (Mack David, Elliot Willensky)
6. Just a Little Bit of You – 3:10 (Edward Holland Jr., Brian Holland)
7. You Are There – 3:21 (Sam Brown III, Randy Meitzenheimer, Christine Yarian)
8. Dapper Dan – 3:11 (Hal Davis, Elliot Willensky)
9. Dear Michael – 2:35 (Hal Davis, Elliot Willensky)
10. I'll Come Home to You – 3:02 (Freddie Perren, Christine Yarian)

## Classifiche
| Classifica (1975)              | Posizione massima |
| ------------------------------ | ----------------- |
| Stati Uniti                    | 101               |
| Stati Uniti - rhythm and blues | 10                |